# Bardas Fokas
Bardas Fokas - naczelny wódz wschodniej armii Bizancjum, uzurpator w 971 w Cezarei i 987-989 w Azji Mniejszej.

## Życiorys
Jesienią 987 ogłosił się cesarzem, uznały go Azja Mniejsza, Armenia i Gruzja. Wiosną 988 został pokonany przez armię cesarską wzmocnioną posiłkami ruskimi kniazia Włodzimierza, pod dowództwem cesarza Bazylego II.
Miał dwóch synów - Nicefora i Leona.